# 토머스 스탬퍼드 래플스
토머스 스탬퍼드 빙글리 래플스 경(영어: Sir Thomas Stamford Bingley Raffles, FRS, 1783년 10월 24일 ~ 1826년 12월 28일)은 영국의 정치인이다. 싱가포르를 건국한 것으로 잘 알려져 있어, 싱가포르 건국의 아버지로 불린다.
1817년 Knight Bachelor(기사작위)에 서임되었다. 싱가포르에 그의 이름을 딴 래플스 시티, 래플스 호텔, 래플스 병원 등의 있다.

## 같이 보기
- 싱가포르의 역사
- 래플스의 상륙지

## 참고 자료
- Biography 보관됨 2005-04-04 - 웨이백 머신 at the Raffles Museum of Biodiversity Research
- Find-A-Grave profile for Sir Thomas Stamford Raffles
- The natural history of game birds by Sir William Jardine with a memoir on Sir Stamford Raffles
- The History of Java by Sir Stamford Raffles at the Internet Archive.